# Loigné-sur-Mayenne
Loigné-sur-Mayenne – miejscowość i dawna gmina we Francji, w regionie Kraj Loary, w departamencie Mayenne. W 2013 roku populacja ówczesnej gminy wynosiła 954 mieszkańców. 
W dniu 1 stycznia 2019 roku z połączenia dwóch ówczesnych gmin – Loigné-sur-Mayenne oraz Saint-Sulpice – powstała nowa gmina La Roche-Neuville. Siedzibą gminy została miejscowość Loigné-sur-Mayenne. 